# Nicolaas Johannes Diederichs
Nicolaas Johannes Diederichs, född 17 november 1903 i Ladybrand, Oranjefristaten, död 21 augusti 1978 i Pretoria, Transvaal, var en sydafrikansk politiker (nationalistpartiet). Han var ordförande för Broederbond 1938-1942 och landets president 1975–1978.